# Daniel (Tedesse)
Daniel (imię świeckie Fikremariam Tedesse, ur. 1944 w Ficze) – duchowny Etiopskiego Kościoła Ortodoksyjnego, od 2013 biskup Jerozolimy.

## Życiorys
Sakrę biskupią otrzymał 13 listopada 1994 i objął diecezję Assosa. W latach 2006–2011 był biskupem Sudanu, a 2011-2013 biskupem Harargie. W 2013 objął rządy w diecezji jerozolimskiej.